# Потік Кізя
Поті́к Кі́зя (Кі́зя) — річка в Україні, в межах Кам'янець-Подільського району Хмельницької області. Ліва притока Збруча (басейн Дністра).

## Опис
Довжина 32 км, площа водозбірного басейну 110 км². Річка типово рівнинна. Долина у верхній течії порівняно широка, нижче — звужується і поглиблюється, у пригирловій частині має круті, високі схили. Річище слабозвивисте. 
У геоботанічному відношенні басейн Кізі розташований у межах Жванчицького геоботанічного району, в якому поширені дубово-грабові та дубові ліси, що займають нині не більше 10% загальної площі басейну річки. Дубово-грабові ліси у цих місцях розташовані по периферії басейну річки у середній і нижній течіях. До того ж, сама Кізя тече глибокою долиною, де суходільні луки займають різні ґрунти, а тому часто їхні ділянки відначаются досить великою строкатістю асоціацій і видового складу. 
Фауна риб за своїм складом у річці дуже близька до збручанської, але тут значно менше цінних видів риб і спостерігається збіднення популяцій. Серед земноводних рідко трапляються тритони гребінчастий і звичайний, часницниця і жаба трав'яна. Зникли у цій місцевості і деякі плазуни — черепаха болотяна, веретільниця і гадюка звичайна. 
Багатою є фауна птахів лук, боліт і водойм, птахів степу і поля, птахів-синантропів, дещо бідніша — птахів лісу. У водах Кізі можна побачити і ссавців — ондатру, полівку водяну, видру річкову, на березі дають про себе знати кроти, зайці-русаки, бурозубки, миші польові, лисиці, собаки єнотовидні, горностаї, ласки, нічниці великі та ставкові.

## Розташування
Потік Кізя бере початок на схід від села Мар'янівки. Тече на південь. Впадає до Збруча при південній частині села Завалля. 
На Кам'янеччині Кізя у середній течії протікає поблизу сіл Добровілля, Привороття, Кізя та Адамівка, а від Параївки починається нижня течія. На лівому березі розташовані села Вільне та Кізя-Кудринецька, а на правому — Кудринці та Завалля.